# 农维尔 (孚日省)
农维尔（法語：Nonville，法語發音：[nɔ̃vil] ⓘ）是法国大東部大區孚日省的一个市镇，属于埃皮纳勒区。

## 地理
农维尔（48°4'50"N, 5°59'24"E）面积8.91 平方千米，位于法国大東部大區孚日省，该省份为法国东北部内陆省份，北起默兹省和默尔特-摩泽尔省，西接上马恩省，南至上索恩省和贝尔福地区省，东临上莱茵省和下莱茵省。
与农维尔接壤的市镇（或旧市镇、城区）包括：阿蒂尼、贝尔蒙莱达尔内、布勒尔维尔、普罗旺谢尔-莱达尔内、勒朗日。

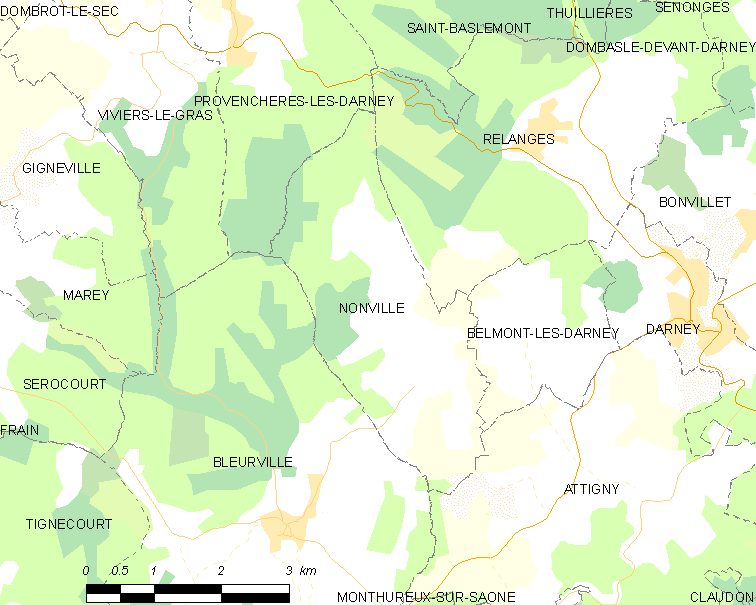
的OSM定位图

农维尔的时区为UTC+01:00、UTC+02:00（夏令时）。

## 行政
农维尔的邮政编码为88260，INSEE市镇编码为88330。

## 政治
农维尔所属的省级选区为达尔内县。

## 人口

1962-2008年间人口变化图示

农维尔于2022年1月1日时的人口数量为188人。